# حد دنباله

یک دنبالهٔ همگرا که به عدد خاصی میل می‌کند

در حسابان، حد یک دنباله مقداری است که در صورت وجود، جمله‌های آن دنباله با پیش‌روی، به قدر دلخواه به آن نزدیک می‌شوند؛ اگر چنین مقداری وجود داشته باشد، دنباله را همگرا و در غیر این صورت دنباله را واگرا می‌نامیم.

## تعریف

### حد در بی‌نهایت
به حد یک دنباله در بی‌نهایت «حد دنباله» می‌گویند.

در نمایش مختصاتی، بازهٔ دوبعدی افقی حول مقدار {\displaystyle y=A} در نظر بگیرید (به شکل مستطیلی افقی که به سمت راست تا بی‌نهایت ادامه دارد)، اگر دنبالهٔ {\displaystyle \{a_{n}\}_{n=1}^{\infty }} به {\displaystyle A} میل کند، باید از یک اندیس مشخّص ({\displaystyle N}) به بعد، همهٔ {\displaystyle a_{n}}ها در این بازه باشند. این گزاره باید برای تمام بازه‌ها (هر چند نازک) (به عرض {\displaystyle 2\varepsilon }) صدق کند.
به بیان دقیق‌تر، برای دنبالهٔ {\displaystyle \{a_{n}\}_{n=1}^{\infty }}:
{\displaystyle \lim _{n\to \infty }a_{n}=A\Longleftarrow \forall \varepsilon >0:\exists N\in \mathbb {N} :d(a_{n},A)<\varepsilon ,\forall n\geq N}
که {\displaystyle \varepsilon } مقدار نازک بودن بازه را نشان می‌دهد و {\displaystyle d(x,y)} در فضای متریک به معنای فاصلهٔ {\displaystyle y} و {\displaystyle x} است و به صورت {\displaystyle |x-y|} تعریف می‌شود.
در این صورت می‌نویسیم: {\displaystyle \lim _{n\to \infty }a_{n}=A}

### حدِ بی‌نهایت

نمونه‌ای از یک دنبالهٔ واگرا که به هیچ مقداری میل نمی‌کند

برای بعضی دنباله‌های واگرا نیز عبارتی همچون {\displaystyle \lim _{n\to \infty }b_{n}=\infty } یا {\displaystyle \lim _{n\to \infty }b_{n}=-\infty } نوشته می‌شود، یعنی (به ترتیب) دنبالهٔ {\displaystyle \{b_{n}\}_{n=1}^{\infty }} به بی‌نهایت یا منفی بی‌نهایت میل می‌کند؛ به عبارتی دیگر، (به ترتیب) دنبالهٔ {\displaystyle \{b_{n}\}_{n=1}^{\infty }} از بالا یا از پایین کران ندارد. به بیان دقیق:
{\displaystyle \lim _{n\to \infty }b_{n}=\infty \Longleftarrow \forall B\in \mathbb {N} :\exists N\in \mathbb {N} :b_{n}>B,\forall n\geq N}
دنبالهٔ واگرای {\displaystyle a_{n}=(-1)^{n}} از جمله مثال‌هایی ست که به هیچ مقداری میل نمی‌کند.

## ویژگی‌های حد دنباله
ویژگی‌های حد دنباله مثل ویژگی‌های حد تابع هستند.
حد دنباله در صورت وجود، یکتاست. یعنی اگر {\displaystyle \lim _{n\to \infty }a_{n}=A_{1}} و {\displaystyle \lim _{n\to \infty }a_{n}=A_{2}} آنگاه {\displaystyle A_{1}=A_{2}} 
اگر برای دنبالهٔ {\displaystyle \{a_{n}\}_{n=1}^{\infty }} داشته باشیم {\displaystyle \lim _{n\to \infty }a_{n}=A}، به ازای هر تابع پیوسته‌ٔ {\displaystyle f} داریم {\displaystyle \lim _{n\to \infty }f(a_{n})=\lim _{n\to \infty }f(A)}
{\displaystyle \lim _{n\to \infty }(a_{n}\pm b_{n})=\lim _{n\to \infty }a_{n}\pm \lim _{n\to \infty }b_{n}}
{\displaystyle \lim _{n\to \infty }(ca_{n})=c\lim _{n\to \infty }a_{n}}
{\displaystyle \lim _{n\to \infty }(a_{n}b_{n})=(\lim _{n\to \infty }a_{n})(\lim _{n\to \infty }b_{n})}
{\displaystyle \lim _{n\to \infty }({a_{n} \over b_{n}})={\lim _{n\to \infty }a_{n} \over \lim _{n\to \infty }b_{n}}} به شرطی که {\displaystyle \lim _{n\to \infty }b_{n}\neq 0}
{\displaystyle \lim _{n\to \infty }(a_{n}^{p})=(\lim _{n\to \infty }a_{n})^{p}}
{\displaystyle a_{n}\leq b_{n}\Longleftrightarrow \lim _{n\to \infty }a_{n}\leq \lim _{n\to \infty }b_{n}}
توجّه کنید که در بسیاری از موارد {\displaystyle a_{n}<b_{n}} برقرار است امّا {\displaystyle \lim _{n\to \infty }a_{n}=\lim _{n\to \infty }b_{n}}

## قضایای مرتبط

### قضیهٔ تابع

اگر {\displaystyle f:\mathbb {R} \longrightarrow \mathbb {R} } و همیشه {\displaystyle f(n)=a_{n}} برقرار باشد، {\displaystyle \lim _{n\to \infty }a_{n}=\lim _{n\to \infty }f(n)}

### قضیه‌ٔ فشردگی (ساندویچ)

دنبالهٔ فوق نزولی ست و همیشه بیش از صفر، پس همگرا ست

اگر از یک اندیس به بعد {\displaystyle b_{n}\leq a_{n}\leq c_{n}} و همچنین {\displaystyle \lim _{n\to \infty }c_{n}=\lim _{n\to \infty }b_{n}=L} آن گاه {\displaystyle \lim _{n\to \infty }a_{n}=L}

### قضیهٔ دنبالهٔ یکنوا
اگر {\displaystyle \{a_{n}\}} کران‌دار و یکنوا باشد، همگراست.

## حد چند دنبالهٔ مهم
{\displaystyle \alpha >0\Longrightarrow \lim _{n\to \infty }{1 \over n^{\alpha }}=0} 
{\displaystyle |c|<1\Longrightarrow \lim _{n\to \infty }c^{n}=0}
{\displaystyle c>0\Longrightarrow \lim _{n\to \infty }c^{1 \over n}=1}
{\displaystyle a>0,b>0\Longrightarrow \lim _{n\to \infty }{(\log n)^{a} \over n^{b}}=0}
{\displaystyle \lim _{n\to \infty }n^{1 \over n}=\lim _{n\to \infty }{\sqrt[{n}]{n}}=1}
{\displaystyle a\in \mathbb {R} \Longrightarrow \lim _{n\to \infty }(1+{a \over n})^{n}=e^{a}}
{\displaystyle c\in \mathbb {R} \Longrightarrow \lim _{n\to \infty }{c^{n} \over n!}=0} 